# Autostrada A21 (Niemcy)
Autostrada A21 (niem. Bundesautobahn 21 (BAB 21) także Autobahn 21 (21)) – autostrada w Niemczech przebiegająca od skrzyżowania autostrad w Bargteheide przy A1 do Wankendorf, znajdującego się w połowie drogi między Bad Segeberg a Kilonią. W miejscowości Bad Segeberg A21 krzyżuje się z biegnącą tu od Kreuz Lübeck „autostradą bałtycką” A20.

## Prace budowlane
- Rozbudowa drogi krajowej B404 między AS Trappenkamp a AS Wahlstedt do autostrady A21 – po dwa pasy ruchu w każdym kierunku plus pobocze (włączenie do ruchu – 2007).
- Rozbudowa drogi krajowej B404 w obszarze Kilonia-Wellsee do autostrady A21 dwupasmowo w każdym kierunku, wybudowanie nowych mostów na obszarze nowego węzła IG Wellsee am Wellseedamm. Budowa mostów zostanie zrealizowana dwupasmowo w każdym kierunku z dodatkowym poboczem. Po wybudowaniu następnych odcinków cały obszar zostanie wyasfaltowany a wybudowana B404 zostanie połączona z nowym węzłem, aby w ten sposób umożliwić ukończenie innych przedsięwzięć budowlanych.

## Planowanie
Ma zostać przedłużona w kierunku północnym do Kilonii, a i w kierunku południowym do autostrady A39 (dawna A250). Po ukończeniu odcinka prowadzącego do autostrady A250 w Lüneburgu i oddaniu do ruchu autostrady A39 na odcinku Wolfsburg-Lüneburg, uczęszczany odcinek A21 Salzgitter-Kilonia przebiegał będzie równolegle do A7 co odciąży ruch kołowy obszaru Hamburg.
- Rozbudowanie B404 między Kilonią a AS Wankendorf po 2 pasy ruchu w każdym kierunku (potrzeba pierwszoplanowa).
- Rozbudowanie B404 między AK Bargteheide a AS Schwarzenbek/Grande (A24) do autostrady A21 z dwoma pasami ruchu w każdym kierunku (potrzeba drugoplanowa – ryzyko ekologiczne)
- Wybudowanie odcinka między AS Schwarzenbek/Grande a Winsen (Luhe) (A250) – potrzeba drugoplanowa (ryzyko ekologiczne).